# Carroll Hubbard
Carroll Hubbard, född 7 juli 1937 i Murray i Kentucky, död 12 november 2022 i Paducah i Kentucky, var en amerikansk politiker. Han var ledamot av USA:s representanthus för Demokratiska partiet 1975–1993.
Inför kongressvalet 1992 drabbades flera ledamöter av representanthuset av en bankskandal som fick smeknamnet Rubbergate. Skandalen bidrog till att Hubbard förlorade i demokraternas primärval mot Thomas Barlow. Mellan 1995 och 1997 fick Hubbard sitta i fängelse på grund av sin andel i skandalen. Han hade erkänt sig skyldig till att ha brutit mot federala kampanjfinansieringslagar.
År 2019 var Hubbard i skandalrubriker på nytt. Hans tillstånd att verka som advokat drogs in på nytt efter att han hade ljugit under ed. Han hade dessutom brukat homofobiskt språk om en advokatkollega och hennes fru. I den situationen meddelade Hubbard att han byter sin politiska partitillhörighet till Republikanska partiet och listade ett dussintal orsaker för att intyga att Demokratiska partiet hade blivit för liberalt för honom.